# Rok-n-roll dlja pritsess
Rok-n-roll dlja pritsess (russisk: Рок-н-ролл для принцесс) er en sovjetisk spillefilm fra 1991 af Radomir Vasilevskij.

## Medvirkende
- Grazhyna Baikshteit
- Viktor Pavlov
- Andrej Ankudinov - Philotheus
- Svetlana Nemoljaeva
- Ljudmila Arinina